# 下神明站
下神明站（日语：／ Shimo-shimmei eki */?）位於日本東京都品川區西品川一丁目，是東急電鐵大井町線的鐵路車站。車站編號是OM02。

## 歷史
- 1927年（昭和2年）7月6日，戶越站開業[1]。
- 1936年（昭和11年）1月1日，更名為下神明站[1]。

## 車站構造
2面2線側式月台高架車站。
| 月台 | 路線     | 方向 | 目的地                               |
| ---- | -------- | ---- | ------------------------------------ |
| 1    | 大井町線 | 下行 | 旗之台、自由丘、二子玉川、溝之口方向 |
| 2    | 大井町線 | 上行 | 往大井町                             |

（來源：東急電鐵:車站構內圖（页面存档备份，存于））

## 使用情況
2016年度1日平均上下車人次為8,293人。
近年1日平均上下、上車人次如下表。
| 年度               | 1日平均 上下車人次 | 1日平均 上車人次 | 來源     |
| ------------------ | ------------------ | ---------------- | -------- |
| 1990年（平成02年） |                    | 6,849            | [ * 1 ]  |
| 1991年（平成03年） |                    | 6,743            | [ * 2 ]  |
| 1992年（平成04年） |                    | 6,449            | [ * 3 ]  |
| 1993年（平成05年） |                    | 6,364            | [ * 4 ]  |
| 1994年（平成06年） |                    | 6,066            | [ * 5 ]  |
| 1995年（平成07年） |                    | 6,003            | [ * 6 ]  |
| 1996年（平成08年） |                    | 5,515            | [ * 7 ]  |
| 1997年（平成09年） |                    | 5,403            | [ * 8 ]  |
| 1998年（平成10年） |                    | 5,219            | [ * 9 ]  |
| 1999年（平成11年） |                    | 4,956            | [ * 10 ] |
| 2000年（平成12年） |                    | 4,860            | [ * 11 ] |
| 2001年（平成13年） |                    | 4,747            | [ * 12 ] |
| 2002年（平成14年） | 9,279              | 4,597            | [ * 13 ] |
| 2003年（平成15年） | 9,247              | 4,566            | [ * 14 ] |
| 2004年（平成16年） | 9,160              | 4,518            | [ * 15 ] |
| 2005年（平成17年） | 9,026              | 4,457            | [ * 16 ] |
| 2006年（平成18年） | 8,809              | 4,359            | [ * 17 ] |
| 2007年（平成19年） | 8,897              | 4,402            | [ * 18 ] |
| 2008年（平成20年） | 8,584              | 4,252            | [ * 19 ] |
| 2009年（平成21年） | 8,181              | 4,049            | [ * 20 ] |
| 2010年（平成22年） | 7,908              | 3,904            | [ * 21 ] |
| 2011年（平成23年） | 7,629              | 3,770            | [ * 22 ] |
| 2012年（平成24年） | 7,515              | 3,710            | [ * 23 ] |
| 2013年（平成25年） | 6,964              | 3,425            | [ * 24 ] |
| 2014年（平成26年） | 7,434              | 3,668            | [ * 25 ] |
| 2015年（平成27年） | 8,165              |                  |          |
| 2016年（平成28年） | 8,293              |                  |          |

## 車站周邊
站旁有品川中央公園與章魚公園、荏原第五地域中心等設施。周邊則有青稜中學校、高等學校、品川區立豐葉之杜學園等學校與品川區役所等公共設施。戶越公園也在步行圈內。
另外，車站往戶越公園方向有東海道新幹線與橫須賀線（品鶴線）通過。大井町線與橫須賀線的交會處就是湘南新宿線列車要從橫須賀線進入蛇窪線的舊蛇窪信號場。

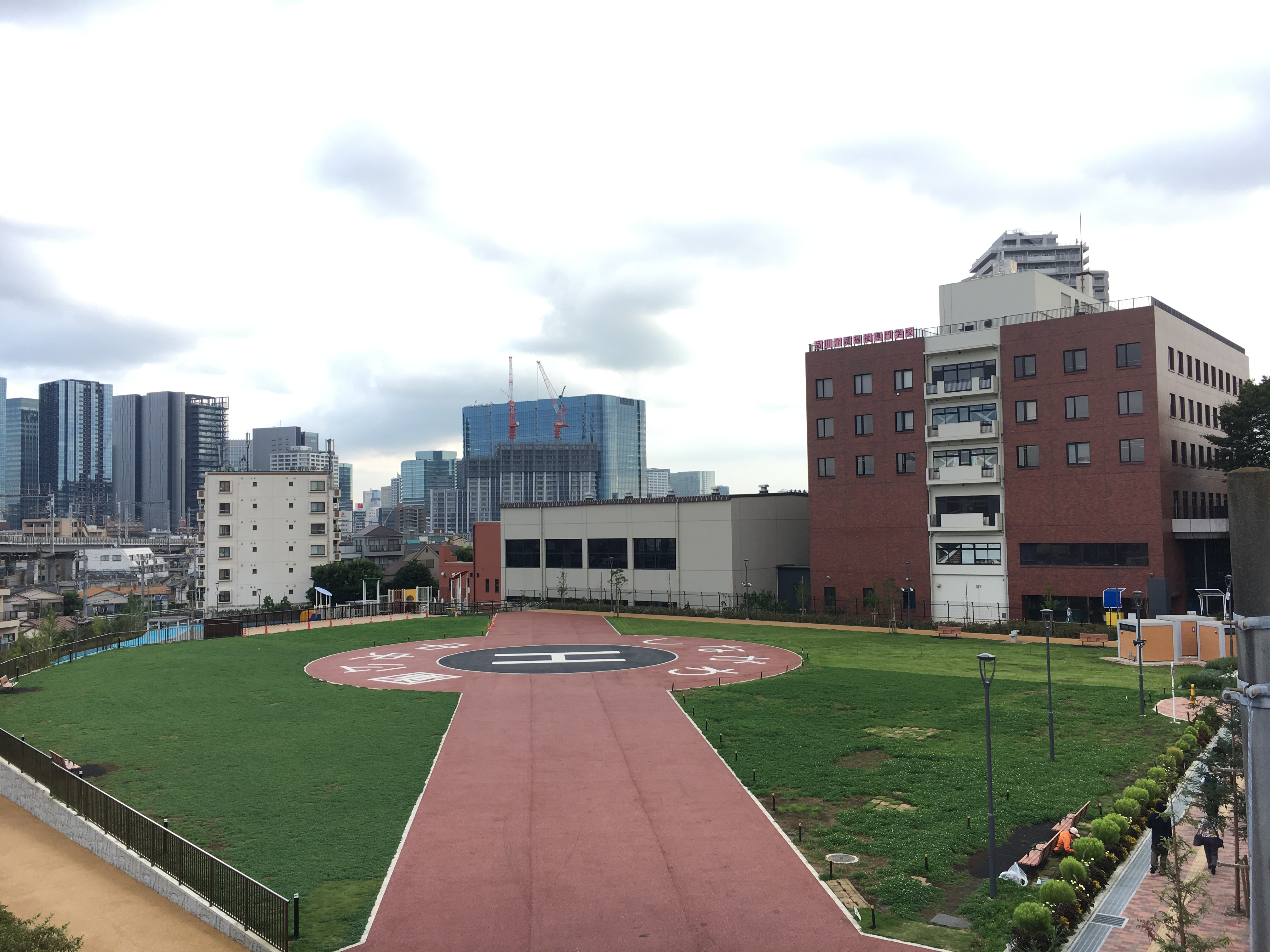
車站北側的品川中央公園
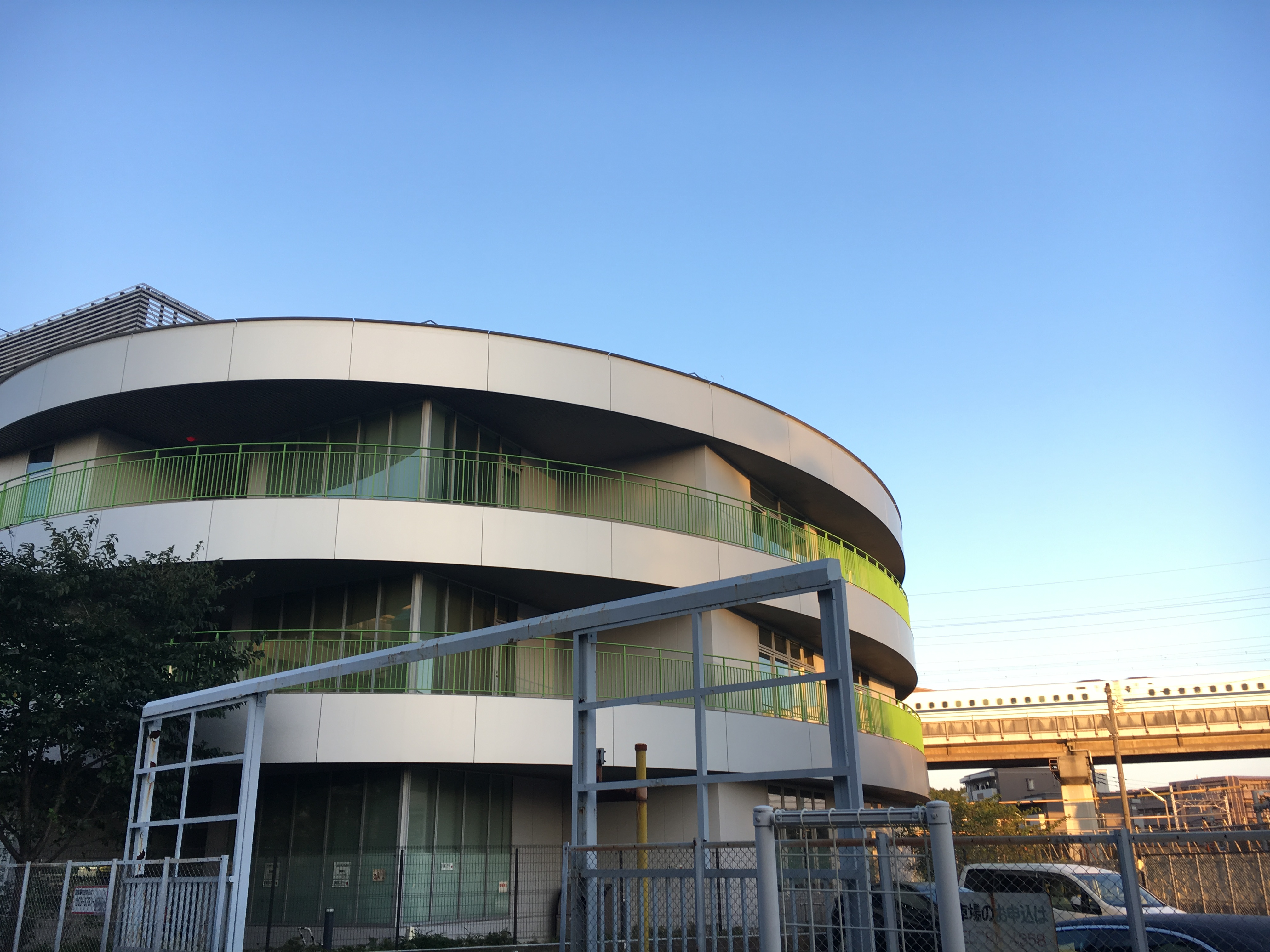
車站南側的荏原第五地域中心

### 行政、公共設施
- 品川區役所（日语：品川区役所）
- 品川中央公園（日语：しながわ中央公園）
- 品川區荏原第五地域中心（日语：荏原第五地域センター）
- 品川防災體驗館
- 品川區立中小企業中心
- 品川區立二葉圖書館（日语：品川区立図書館）
- 豐葉之杜學園溫水游泳池
- 神明兒童遊園（日语：神明児童遊園） - 通稱「章魚公園」
- 戶越公園（日语：戸越公園）
- 品川區立ゆたか圖書館（日语：品川区立図書館）
- 文庫之森（日语：文庫の森）
- （社福）品川綜合福祉中心福祉工場品川（麵包工房Petit Rêve）

### 教育機關

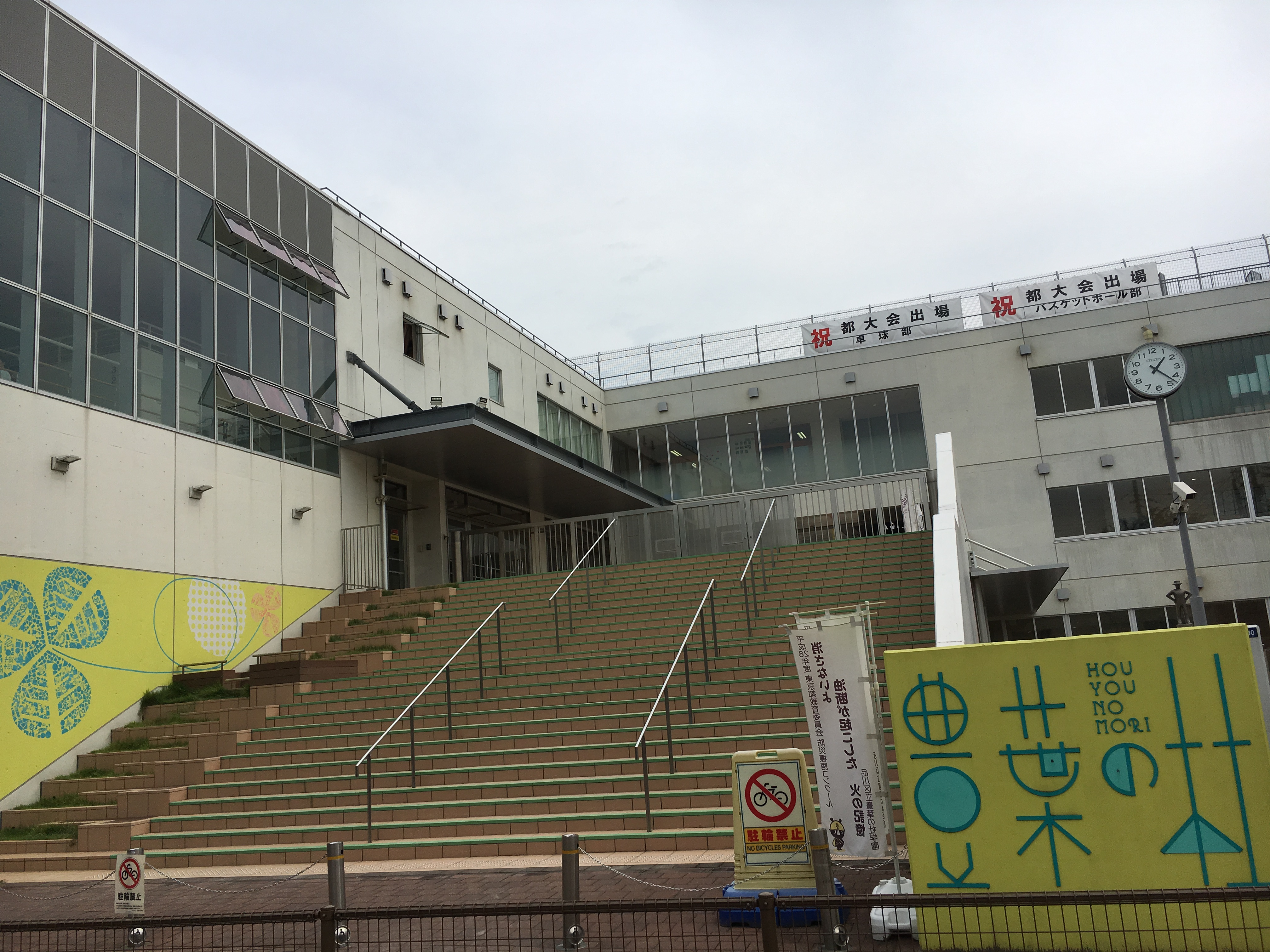
品川區立豐葉之杜學園（日语：品川区立豊葉の杜学園）
- 青稜中學校、高等學校
- 日本音樂高等學校
- 品川介護福祉專門學校
- 東京聖星社會福祉專門學校
- 小野學園女子中學、高等學校

- 品川區立豐葉之杜學園

### 郵局、金融機關
- 品川區役所前郵便局
- 品川二葉郵便局
- 瑞穗銀行品川區役所出張所
- 芝信用金庫（日语：芝信用金庫）大井支店
- 清爽信用金庫（日语：さわやか信用金庫）二葉出張所

### 巴士
- 二葉一丁目（東急巴士） - 步行3分左右[7]
  - 井01系統[7]：往荏原營業所（西大井站方向）
  - 井01系統[7]：往大井町站

### 道路
武藏小山方向的補助26號線、大崎方向的163號線正在進行工程。
- 三間通 - 旗之台方向
- 四間通 - 荏原中延站方向

### 神社佛閣
- 下神明天祖神社（日语：下神明天祖神社）
- 荏原七福神（日语：荏原七福神）東光寺（日语：東光寺 (品川区)）
- 貴船神社 (品川區)（日语：貴船神社 (品川区)）
- 戶越八幡神社（日语：戸越八幡神社）

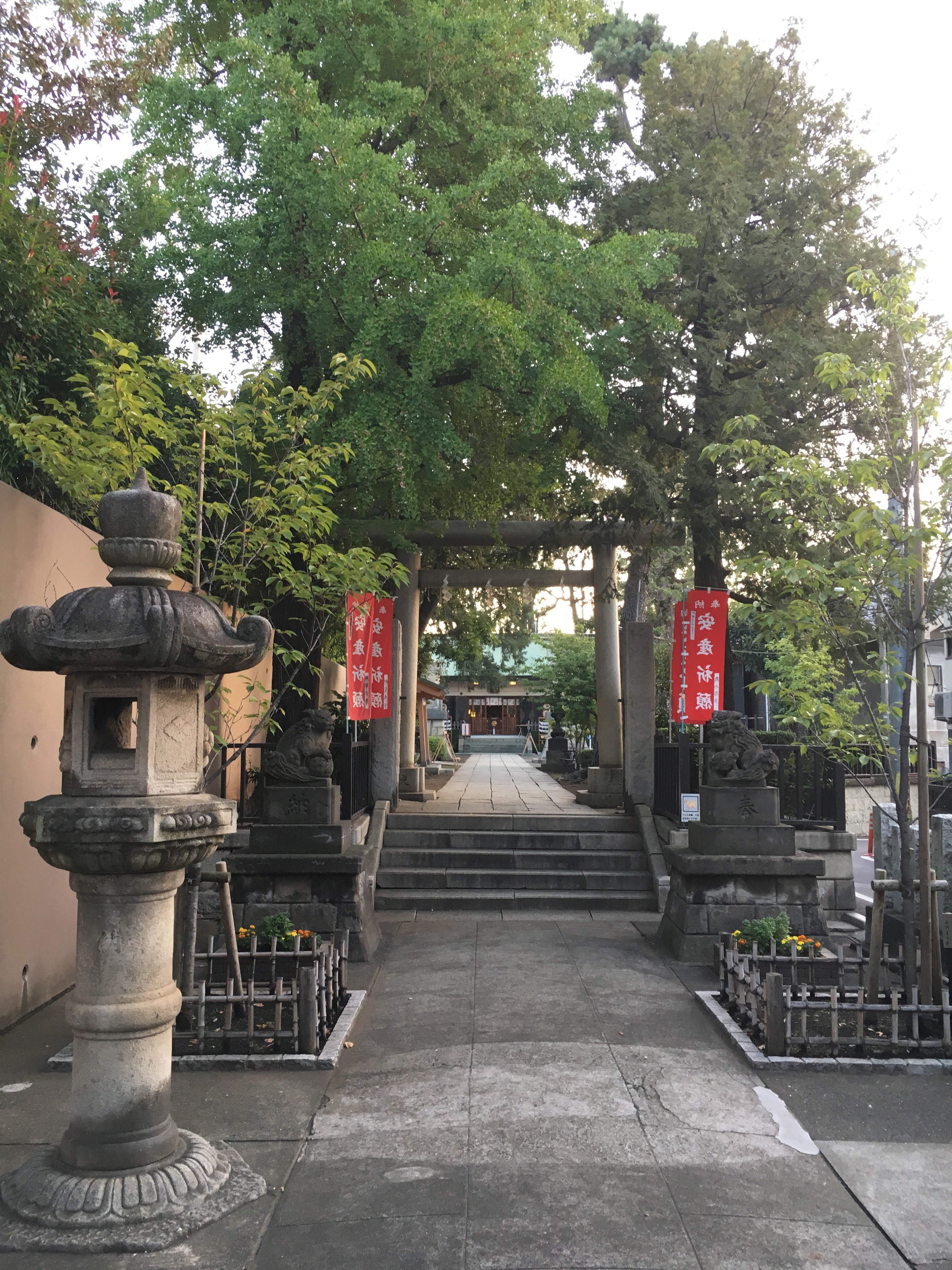
站名由來的「下神明天祖神社」
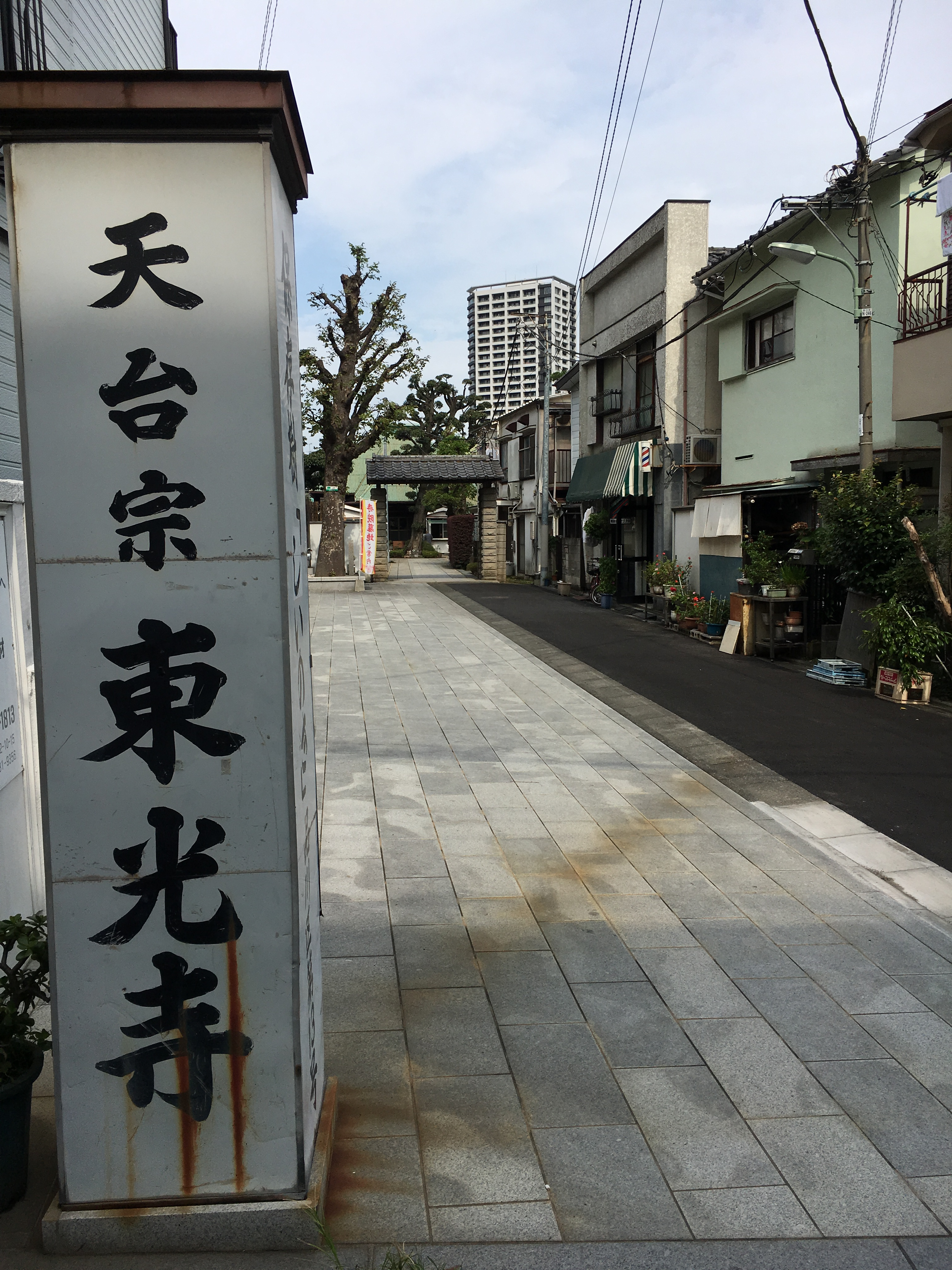
荏原七福神東光寺

### 企業
- 東京綜合車輛中心
- 尼康大井製作所
- Nikon Vision（日语：ニコンビジョン）
- Nikon System（日语：ニコンシステム）

### 其他
- Brillia大井町Lavieen Tower（日语：ブリリア大井町ラヴィアンタワー）
- Sanpia商店街
- 二葉一丁目商店會
- 二葉神明商店會
- 二葉二丁目共盛會
- 二葉中央商店會
- 暢氣（のんき）通商店街
- 丸正（日语：丸正チェーン商事）大井町店
- cocokara fine（日语：ココカラファイン）大井町店
- TSURUHA藥局（日语：ツルハ）大井1丁目店

## 相鄰車站
東急電鐵
 大井町線
■急行
通過
□各站停車（通過二子新地、高津）、■各站停車（停靠二子新地、高津）
大井町（OM01）－下神明（OM02）－戶越公園（OM03）

## 延伸閱讀
- 宮田道一. . JTBパブリッシング. 2008-09-01. ISBN 9784533071669.

## 外部連結
- 下神明（各站資訊） - 東急電鐵